# البيت المفتوح

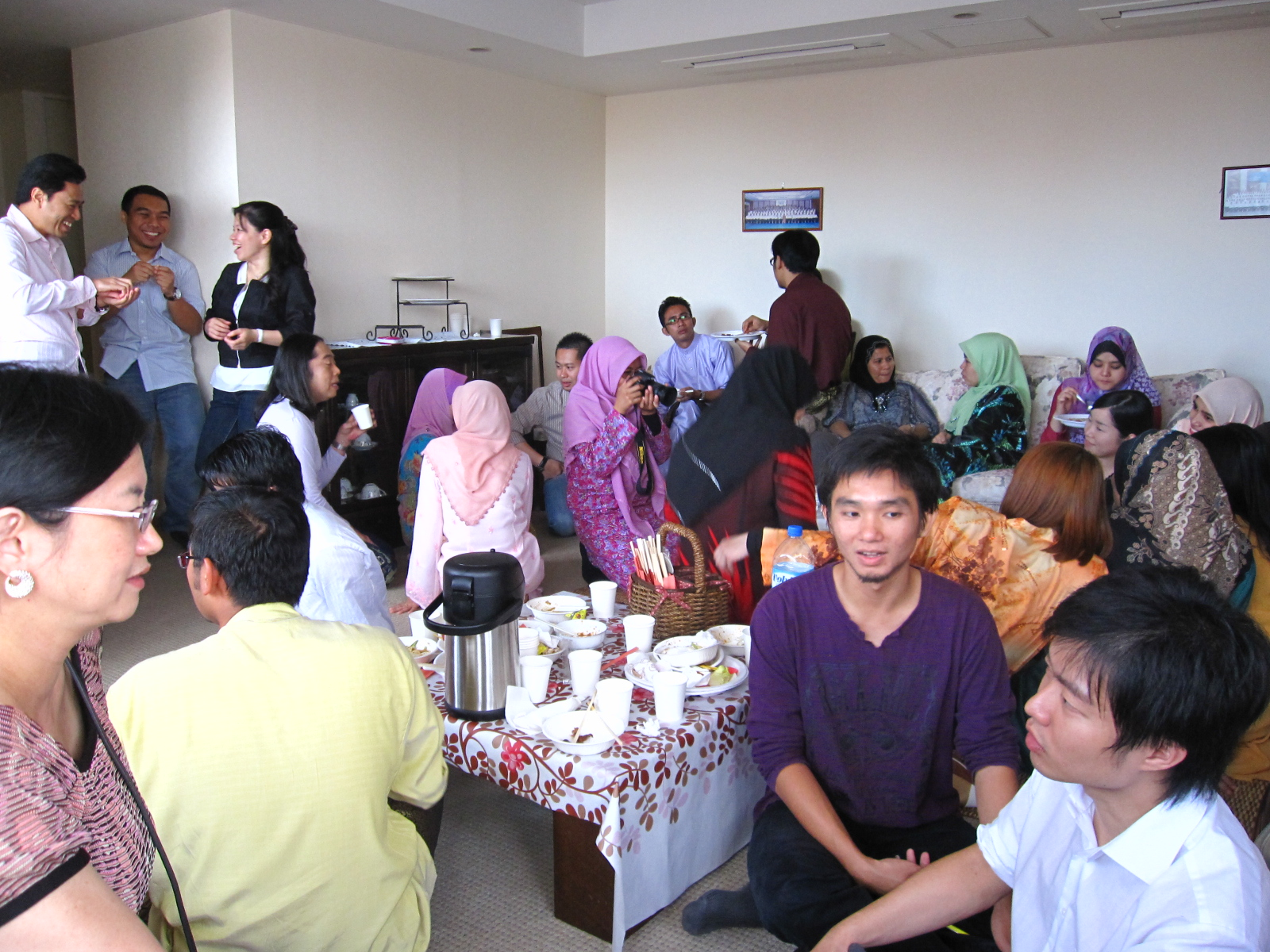
أسرة ماليزية مجتمعة مع الأقارب والأصدقاء في عيد الفطر، فيما يعرف بالبيت المفتوح.

البيت المفتوح (بالمالاوية: Rumah Terbuka) هو عادة ماليزية في المناسبات الخاصة، تقوم فيها العائلات بفتح أبواب منازلها للأقارب والأصدقاء وحتى الغرباء، وتقوم على ضيافتهم. البيت المفتوح ليس مرتبطًا بديانة معينة، بل يمارسه أعضاء جميع الديانات الموجودة في ماليزيا؛ سواء كانوا مسلمين أو بوذيين أو هندوسيين.